# Oscar Bladh
Oscar Kristian Augustinus Bladh, född på 3 juni 1895 i Ljungby, död 12 oktober 1973 i Stockholm, var en svensk fotograf. Oscar Bladh var en pionjär inom flygfotografering. Han började med detta redan som 23-åring och kom att vara verksam inom samma genre till över 70 års ålder. Bladh illustrerade "Sverige från luften" (1937–38, utg. K.J. Rådström).

## Biografi
Bladhs flygintresse väcktes i ungdomsåren av “flygbaronen” Carl Cederström, detta i kombination med intresset för fotografering blev grunden för hans senare yrke som flygfotograf. Under militärtjänstgöring var han värnpliktig fotograf och han var även en tid anställd på AB Aero-Materiel som hade flygfotouppdrag i hela Norden. Under andra världskriget förbjöds all civil fotografering från luften, men Bladh lyckades bli anställd vid flygvapnet och blev flottiljfotograf på F10 i Malmö, där han blev kvar till 1945.
Oscar Bladhs delvis spektakulära flygfotografier togs med en före detta militär handkamera, med 250 mm brännvidd och ett negativformat på 13x18 cm. Ibland hängde sig Bladh långt ut från planet, enbart säkrad med en rem runt midjan, för att fånga den rätta vinkeln för sina motiv. Han företog flygturnéer över hela Sverige. På Stadsbiblioteket i Uppsala finns ett hundratal bilder av Oscar Bladh från åren 1934–1937, 1947 och 1950, alla med motiv från Uppsala. Mest omfattande är dock hans samling av stockholmsbilder. På över femtusen negativ skildrade han den föränderliga staden och illustrerade en tid då Stockholms förorter växte fram under efterkrigstiden. Stockholmskällan tillhandahåller några av hans bilder.
Oscar Bladh är gravsatt på Skogskyrkogården i Stockholm.

## Bilder
Några exempel för Bladhs fotografier från luften:

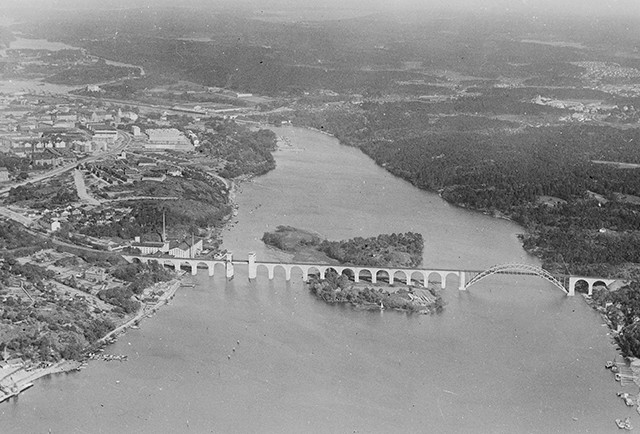
Årstabron 1930-talet
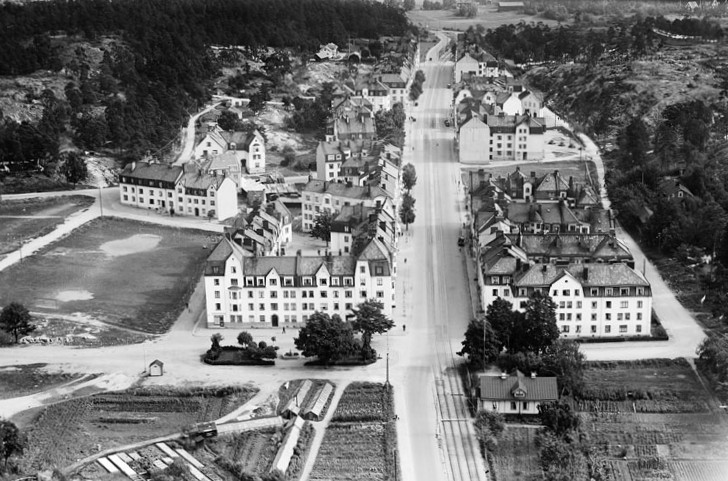
Aspudden 1932
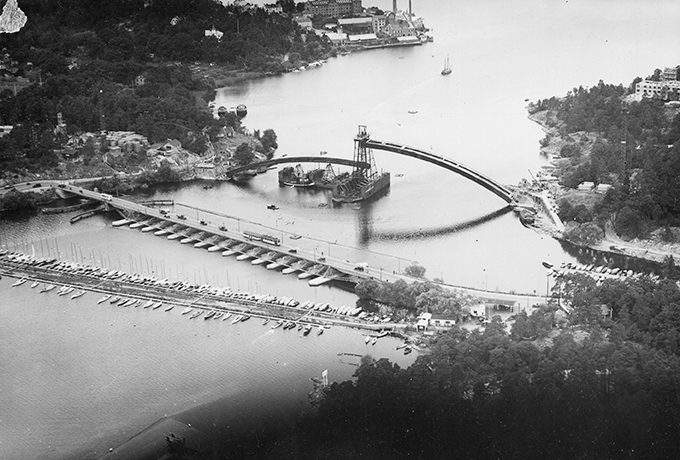
Tranebergsbron 1932
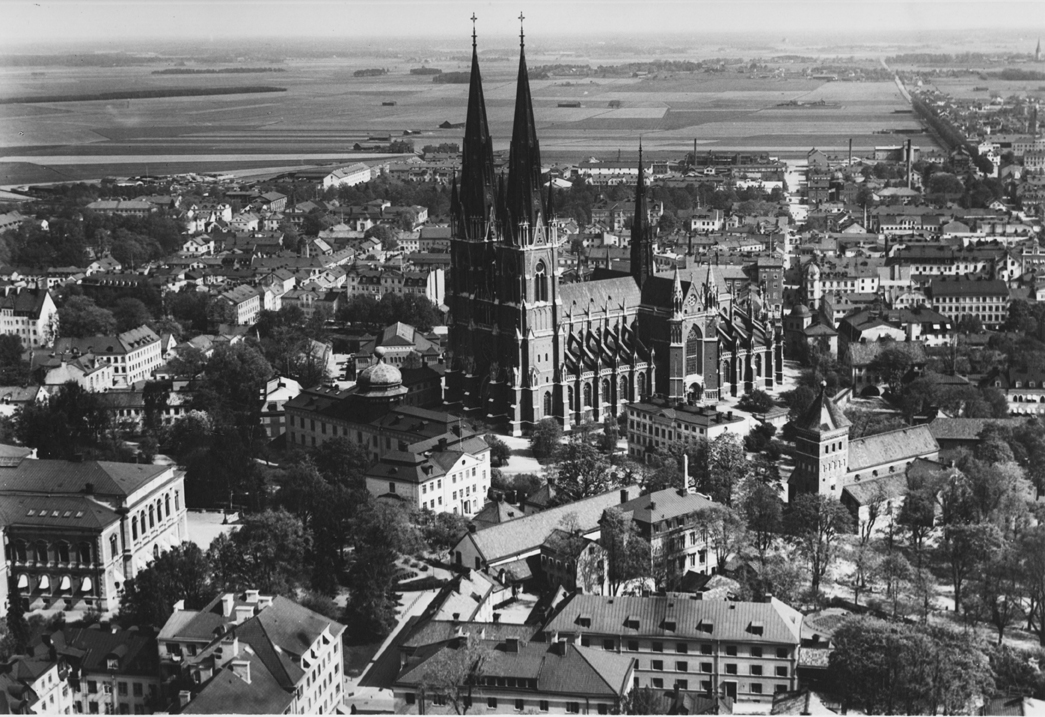
Uppsala 1934
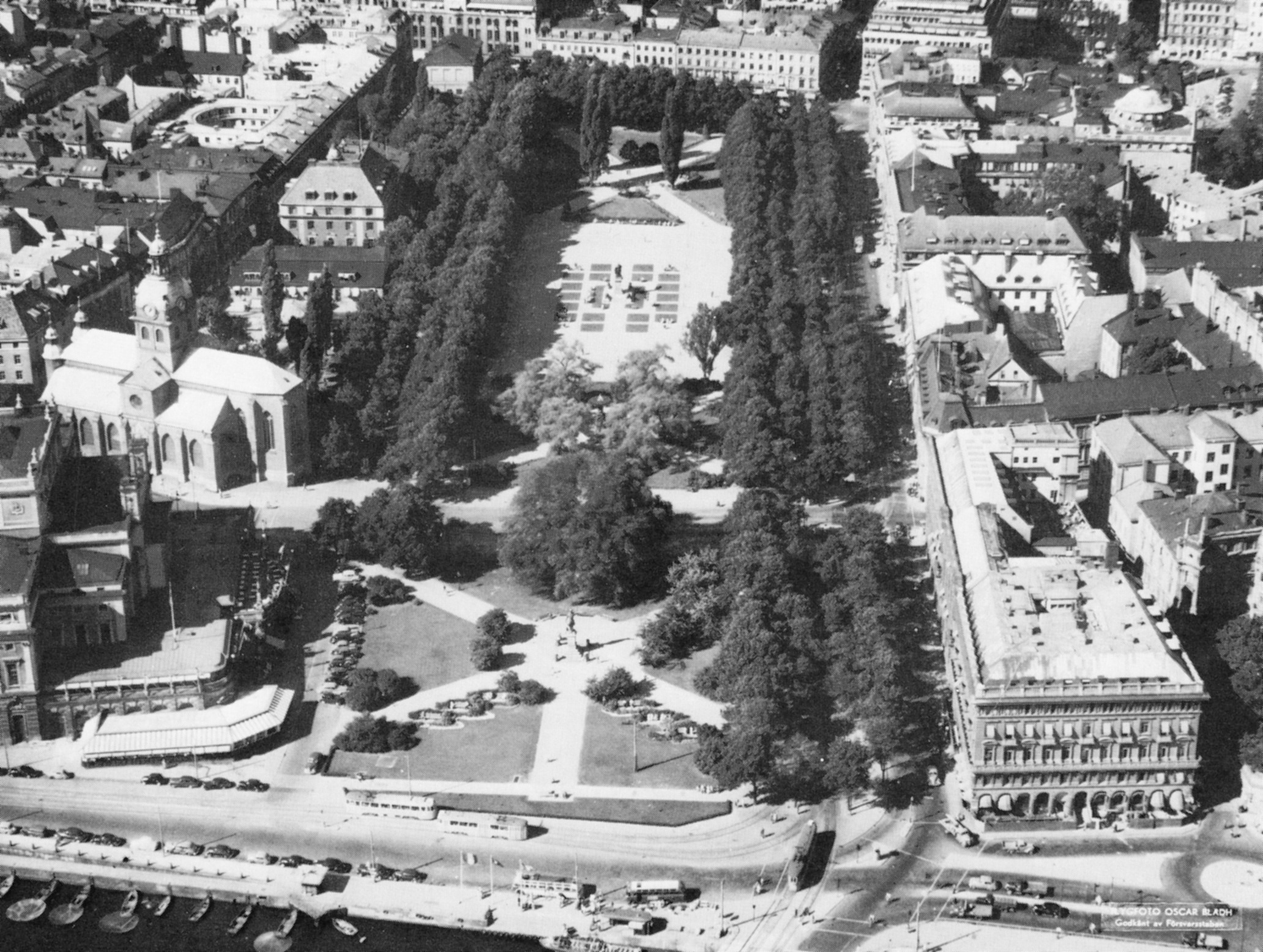
Kungsträdgården 1950
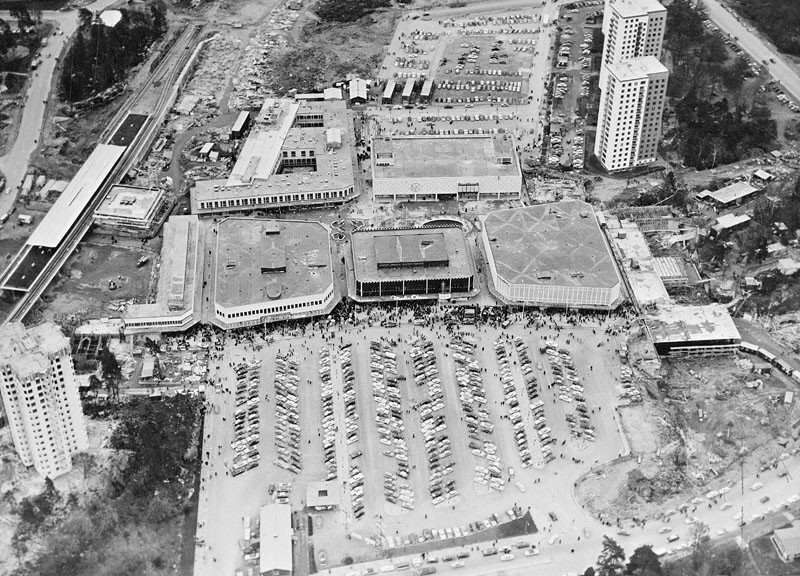
Farsta centrum 1960
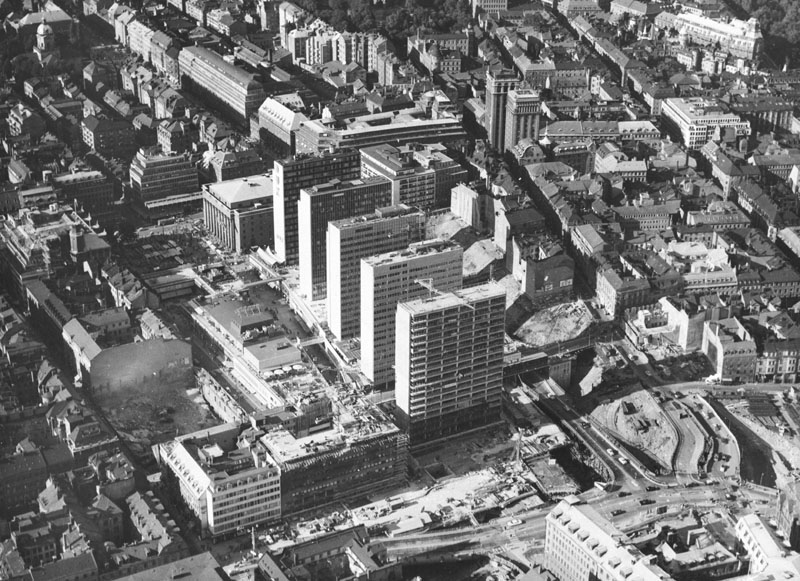
Hötorgscity 1961
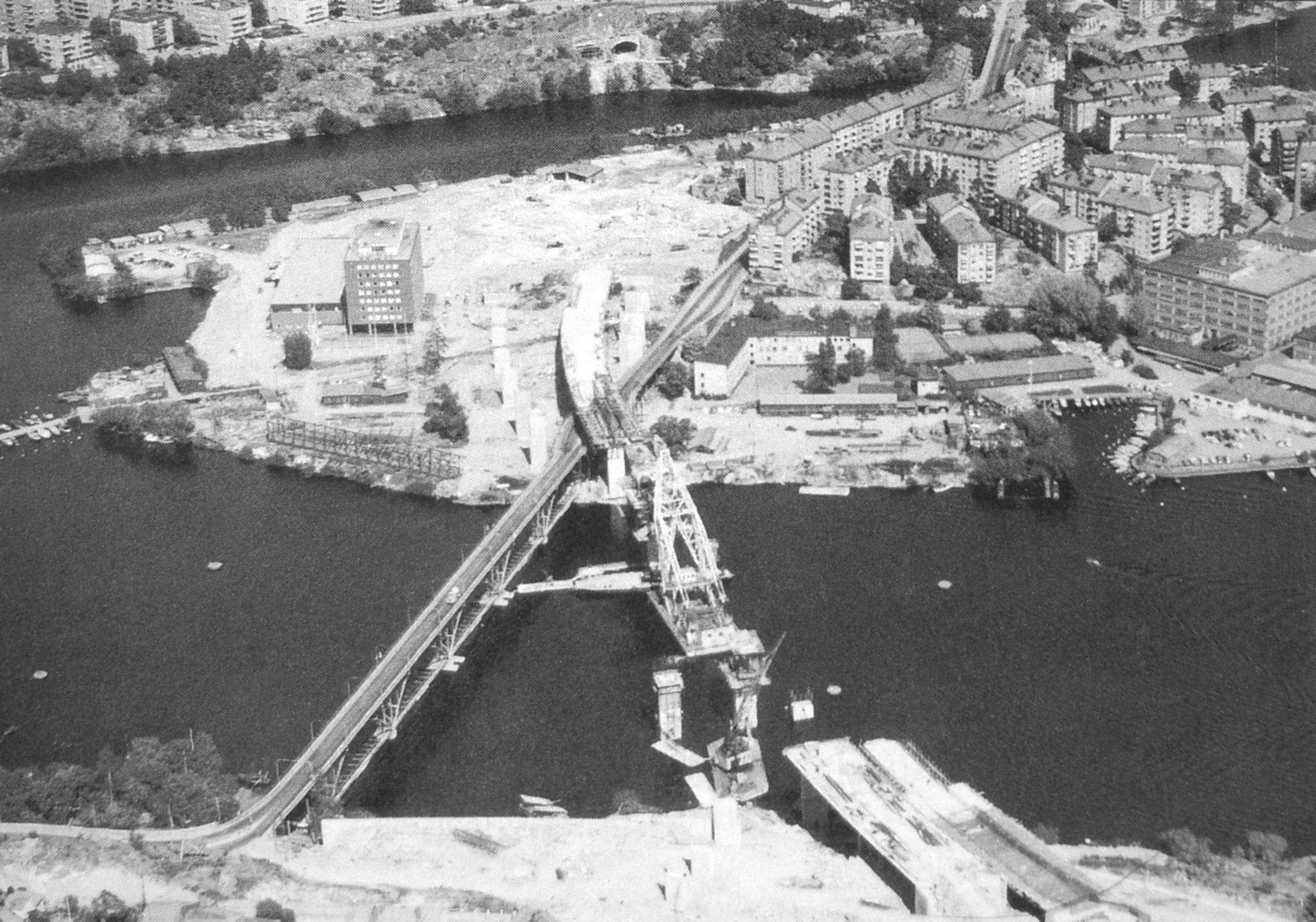
Essingeleden 1963